# Свинорой пальчатый
Свиноро́й па́льчатый, или пальча́тая трава (лат. Cýnodon dáctylon) — травянистое растение; вид рода Свинорой семейства Злаки (Poaceae). Одновременно ценное кормовое растение и злостный сорняк для культурных растений.
Известно также под названием «Бермудская трава» (Bermuda Grass, Bahama Grass и др.). Такое название связано с тем, что растение было занесено на Бермудские острова и широко там распространилось.

## Ботаническое описание
Многолетнее травянистое растение с длинными подземными ползучими легко укореняющимися побегами. Стебли от основания ветвистые, приподнимающиеся или лежачие, укороченные, генеративные — слабо облиственные длиною 40—50 см, вегетативные — хорошо облиственные 10—25 см длиной. Листья линейно-ланцетные, жесткие 5—6 см длины, иногда мягкие до 10—15 см длины, голые или волосистые, свело-зелёные и сизоватые. Язычок реснитчатый, короткий. Соцветие — пальчатая метёлка из 3—8 колосовидных веточек. Плод — удлиненная серовато-зелёноватая зерновка. Масса 1000 зерновок около 1 грамма.

## Распространение и экология
Родина пальчатника — южная Европа, северная Африка, Азия и Австралия. 
Размножается семенами и вегетативно — частями корней и молодых побегов, которые легко укореняются во влажной среде. Семена всходят неравномерно. Полевая всхожесть невысока. Одно растение даёт от 1200 до 2000 семян. Созревание происходит через 25—35 дней после цветения.
Хорошо растёт на разных типах почв от легких песчаных до глинистых, от каштановых до чернозёмных. Отличается значительной солевыносливостью и засухоустойчивостью.

## Химический состав
| Фаза            | Воды (%) | От абсолютного сухого вещества в % | От абсолютного сухого вещества в % | От абсолютного сухого вещества в % | От абсолютного сухого вещества в % | От абсолютного сухого вещества в % | Источник                            |
| Фаза            | Воды (%) | золы                               | протеина                           | жира                               | клетчатки                          | БЭВ                                | Источник                            |
| --------------- | -------- | ---------------------------------- | ---------------------------------- | ---------------------------------- | ---------------------------------- | ---------------------------------- | ----------------------------------- |
| Начало цветения | 11,4     | 12,9                               | 8,5                                | 3,1                                | 33,5                               | 42,0                               | Агабабян, Грацитов, Касименко, 1934 |
| До цветения     | 8,3      | 11,1                               | 12,8                               | 2,6                                | 17,9                               | 55,6                               | Плешко и Пехачек, 1944              |
| Цветение        | 6,2      | 6,3                                | 9,3                                | 2,8                                | 24,0                               | 57,6                               | Плешко и Пехачек, 1944              |
| Цветение        | 10,0     | 4,4                                | 6,8                                | 2,2                                | 32,4                               | 54,2                               | Плешко и Пехачек, 1944              |
| Плодоношение    | 5,9      | 6,3                                | 7,3                                | 2,0                                | 29,3                               | 55,1                               | Плешко и Пехачек, 1944              |
| Отава           | 6,1      | —                                  | 9,7                                | 2,1                                | 25,8                               | 56,0                               | Плешко и Пехачек, 1944              |
| Цветение        | —        | 14,3                               | 8,8                                | 1,6                                | 27,4                               | 47,9                               | Боровский, Минервин и др., 1940     |
| Отава           | —        | 12,5                               | 5,5                                | 2,7                                | 28,2                               | 51,1                               | Боровский, Минервин и др., 1940     |

На 100 кг сена приходится 57 кормовых единиц и 5 кг переваримого протеина. Коэффициент переваримости: у протеина 60, жира 44, клетчатки 51, БЭВ 51.

## Значение и применение
Считается кормом хорошего качества. На пастбище весной хорошо поедается всеми видами животных и особенно овцами. Осенью при отрастании новых побегов считается нажировочным растением. После фазы цветения поедается хуже. В сене поедается удовлетворительно. Домашние и дикие утки, гуси поедают семена, общипывают листья, а сочные корневища весьма охотно употребляются в пищу домашними свиньями и дикими кабанами. Устойчив к стравливанию и вытаптыванию.
Благодаря способности быстро укореняться и разрастаться может быть использован для искусственного задернения на аэродромах и стадионах.
Корневища с корнями используются в народной медицине разных стран. Имеет мочегонное, слабительное, слабое гипотензивное действие. Экстракты растения в исследованиях продемонстрировали выраженные анальгезирующие и противовоспалительные свойства